# 마흐무트 2세
마흐무드 2세(오스만 튀르크어: محمود ثانى Mahmud-ı sānī, 튀르키예어: II. Mahmut, 1785년 7월 20일 ~ 1839년 7월 1일)는 1808년부터 1839년 그가 죽을 때까지 오스만 제국의 30대 술탄이었다. 그는 콘스탄티노플의 톱카피 궁전(Topkapi Palace)에서 태어났다. 그는 압뒬하미트 1세의 사후 아들이었다. 그는 주로 광범위한 분야를 주목하여 관리하였다. 특히 군사 및 국가 재정을 시행하였고, 그 정책들 중 하나인 탄지마트 정책(개혁정책)은 압뒬메지트 1세와 그의 아들 압뒬라지즈에 의하여 실시되었다.

## 취임
그의 어머니는 입증되지 않는 전설에 따르면 나폴레옹의 아내 조세핀의 사촌인 나크시딜이다.
1807년, 마흐무트 2세의 전임 술탄이자 이복형제인 무스타파 4세는 그의 삼촌이었던 셀림 3세를 폐위시켜 자신의 통치질서를 확실히 했다. 이렇게 해서 셀림 3세는 폐위되었지만 마흐무트는 그의 어머니에 의해 안전하게 비밀로 숨겨졌고 1808년 무스타파 4세에 대한 반란이 일어나자 그는 술탄으로 추대되었다. 이 반란의 주도자였던 알렘다르 무스타파 파샤는 마흐무트 2세의 즉위후 마흐무트의 재상이 되었다.
그의 미수에 그친 주위의 살해 시도에 대한 많은 이야기가 있다. 19세기의 오스만 사학자는 그의 노예중 한사람의 신용을 추종자들에게 주고 세브리라고 불린 조지아의 여자는 궁전에서 셀림 3세의 살해소동을 들었을 때 이미 유골이 되어있었다. 자객들이 마흐무드가 묵고 있던 하렘 숙소로 접근했을 때 세브리는 자객들의 얼굴에 재를 뿌려 그들의 눈을 일시적으로 멀게 하였다 마흐무트는 창문으로 탈출하는데 성공했고 하렘 옥상에 올라갔다. 그는 듣자하니 다른 사람들이 보았던 세 번째 옥상으로 도망쳤고 빠르게 사다리로 간 누더기입은 사람이 함께 내려올 수 있도록 도와주었다고 한다.
이때 반란군의 지도자였던 아렘달 무스타파 파샤 가 도착하였고 셀림 3세의 시신을 본후 마흐무드를 황제로 임명 하고 노예였던 세브리 카파라는 여자아이는 그녀의 용기와 충성심에 보답받아 하즈네달 우스타 즉 하렘의 회계 담당자 자리를 하사 하였다. 이는 제국에서 두 번째로 가장 중요한 직급이였다.
하렘의 알티뇰 (황금빛 길)의 계단길은 그 사건이 그 주변에서 일어낫고 그녀와 연관이 있어보이는 것으로 추정되어 세브리 (제브리) 카파의 계단길이라고 불린다

## 통치 개요

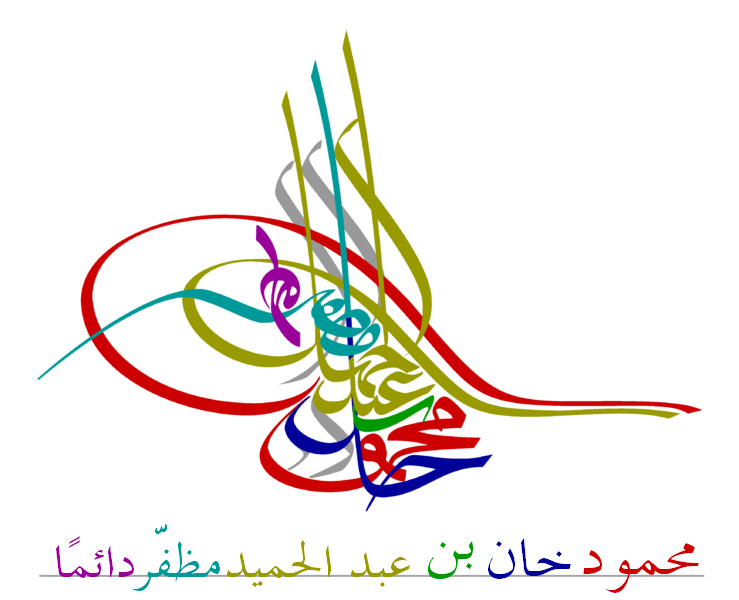
"압뒬하미트의 아들 마흐무드칸은 영원한 승리자이다"라고 마흐무드 2세의 투그라에 작성되었다.

고관은 당시 무스타파 4세에게 힘이 되어 주었다가 1807년에 의회에 의해 파기된 개혁법안을 새로이 시작하는데 첫 발을 내디뎠다 그러나 그는 1808년에 반란기 때 죽임을 당했고 마흐무트 2세는 임시적으로 개혁법안을 버렸다고 한다. 마흐무트 2세가 후에 개혁에 쏟았던 노력은 더욱 성공적이였다.
마흐무트 2세의 초기통치 동안, 이집트의 총독이엇던 무함마드 알리 파샤는 성공적으로 네지드 반란군에게서 성스러운 도시인 메디나(1812)와 메카(1813)등의 도시를 재탈환했다.
그의 지방은 그리스가 1821년에 시작된 반란기를 따라 독립한것과 함께 오스만 제국으로부터 독립을 하였다 1827년 나바리노 해전에서 영국의 연합군 러시아와 프랑스의 해군은 오스만제국의 해군을 격파하였고, 그 여파로 오스만제국은 1832년 7월 콘스탄티노플 조약에 그리스를 기입하도록 강요되었다. 이 사건과 1830년에 프랑스의 오스만 알제리주의 점령 그리고 유럽지역에 있는 오스만제국의 영토에 살았던 소수민족들은 조국의 독립을 위해 독립운동을 시작하는 등 오스만의 몰락의 시작을 보여준다. 그의 통치 기간 동안 가장 주목할 업적중에는 1826년 예니체리의 폐지와 루멜리아와 소아시아에서 유럽 방식의 징집 군대의 설립을 허용하기위한 연설이 있다. 마후무트2세는 1831년 알리 리자 파샤가 지휘한 바그다드 정복에 대한 책임을 묻게 된다. 그는 테펠레너에서 명성을 떨치던 알리 파샤에게 사형을 내렸다.
그리고 그는 고관을 보스니아 영웅인 후세인과 방탕에 빠진 보스니아 이얄렛을 죽이기 위해 보스니아로 보냈다.
그는 1839년부터 탄지마트 개혁을 준비하기 시작하였다. 탄지마트는 터키의 근대화를 보여주었는데, 이는 제국내부의 사회와 법률등의 양상에 급격한 효과를 가져다 주었다. 이러한것들은 유럽인들 양식의 옷, 건축물, 법안들, 기관적인 조직들과 토지개혁안에서 나타난다.

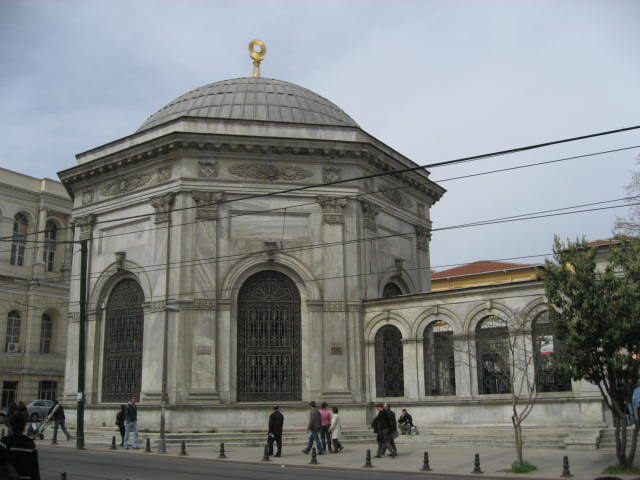
술탄 마흐무트 2세의 무덤은 디반거리에 있다.

그는 전통의 측면도 우려했었다. 그는 그의 궁술 학생인 무스타파 카니에게 터키식 궁술의 역사와 제조 , 터키식 활의 사용법에대한 책을 쓰게하였는데, 이것이 현재의 터키식 활제조법이라 알려져있는 저서이다
마흐무트 2세는 1839년 에스타나 궁전 참르자에서 결핵으로 사망하였는데 일부는 그가 살해 당했다고 말하기도 한다 그의 장례식에는 조문객으로 가득찼었다 그리고 그의 아들인 압뒬메지트 1세는 그의 왕위를 계승했다.

## 개혁

### 법적 개선
그는 그의 개혁안 중 포고들을 재산몰수 기관을 닫는데 사용하였다 그리고 파샤의 상당한 부분의 권력을 빼앗았다
첫 번째로 앞서 오스만 황제의 칙령에는 재산과 모든 사람들을 추방 또는 사망 선고를 내린 일에 대한 왕권을 박탈하라고 되어 있었다.

## 결혼 생활 이슈
그는 베즈미아렘 발리데 술탄(1807-1852)라는 조지아인 혹은 조지아계 유대인과 결혼했다. 그리고 그는 압뒬메지트 1세를 가졌다.
- 아들 압뒬메지트 1세[6]

그는 페르테브니알 술탄(1812–1883)과 결혼했다. 그리고 그는 압둘라지즈를 가졌다.
- 아들 압뒬라지즈[8]

### 아들
1. 무라트 황자 (HIH Shahzade Murad)
2. 바야지트 황자 (HIH Shahzade Bayazid)
3. 무라트 황자 (HIH Shahzade Murad)
4. 압듈하미트 황태자 (HIH Abdulhamid, Crown Prince Imperial)
5. 오스만 황자 (HIH Shahzade Osman)
6. 아흐멧 황자 (HIH Shahzade Ahmed)
7. 메흐멧 황자 (HIH Shahzade Mehmed)
8. 슐레이만 황자 (HIH Shahzade Suleiman)
9. 아흐멧 황자 (HIH Shahzade Ahmed)
10. 아흐멧 황자 (HIH Shahzade Ahmed)
11. 압둘라 황자 (HIH Shahzade Abdullah)
12. 마흐무트 황자 (HIH Shahzade Mahmud)
13. 메흐멧 황자 (HIH Shahzade Mehmed)
14. 아흐멧 황자 (HIH Shahzade Ahmed)
15. 압뒬메지트 1세 (HIM Abdul Mecid I Padshah Ghazi)
16. 아흐멧 황자 (HIH Shahzade Ahmed)
17. 압둘하미트 황자 (HIH Shahzade Abdulhamid)
18. 압뒬라지즈 (HIM Abdulaziz I Padshah Ghazi)
19. 니잠 황자 (HIH Shahzade Nizzam)
20. 케말 황자 (HIH Shahzade Kemal

### 딸
1. 파트마 황녀 (HIH Shahzadi Fatma Sultana)
2. 아이셰 황녀 (HIH Shahzadi Ayser Sultana)
3. 파트마 황녀 (HIH Shahzadi Fatma Sultana)
4. 살리하 황녀 (HIH Shahzadi Saliha Sultana) + HE Damat Mehmed Haili Rifat Pasha
5. 샤 황녀 (HIH Shahzadi Sah Sultana)
6. 미흐리마흐 황녀 (HIH Shahzadi Mihrimah Sultana) + HE Damat Mehmed Said Pasha
7. 에미느 황녀 (HIH Shahzadi Emine Sultana)
8. 에미느 황녀 (HIH Shahzadi Emine Sultana)
9. 에미느 황녀 (HIH Shahzadi Emine Sultana)
10. 샤 황녀 (HIH Shahzadi Sah Sultana)
11. 자이나브 황녀 (HIH Shahzadi Zaineb Sultana)
12. 에미느 황녀 (HIH Shahzadi Emine Sultana)
13. 하미데 황녀 (HIH Shahzadi Hamide Sultana)
14. 하미데 황녀 (HIH Shahzadi Hamide Sultana)
15. 아티예 황녀 (HIH Shahzadi Atiye Sultana) + HE Damat Radosizade Ahmed Fethi
16. 무니르 황녀 (HIH Shahzadi Munire Sultana)
17. 하디제 황녀 (HIH Shahzadi Hadice Sultana)
18. 아딜레 황녀 (HIH Shahzadi Adile Sultana) + HE GrandVizir Mehmed Ali Pasha
19. 파트마 황녀 (HIH Shahzadi Fatma Sultana)
20. 하이리예 황녀 (HIH Shahzadi Hairiye Sultana)
21. 하이리예 황녀 (HIH Shahzadi Hairiye Sultana)
22. 레피아 황녀 (HIH Shahzadi Refia Sultana)